# Johan Nicolaas Block
Johan Nicolaas Block (Amsterdam, 18 maggio 1929 – Amsterdam, 11 aprile 1994) è stato un pioniere dell'aviazione e imprenditore olandese, noto per essere il fondatore, assieme a Johan Martin Schröder, della compagnia aerea Martin's Air Charter (MAC), divenuta in seguito Martinair, e creando più avanti Transavia e Air Holland.

## Biografia
John Block, figlio di un insegnante di Amsterdam, dimostrò fin dalla giovane età interesse per il mondo dell'aviazione. Dopo il termine della seconda guerra mondiale fece domanda di assunzione per la compagnia aerea KLM senza tuttavia avere successo. Decise perciò di intraprendere il servizio militare arruolandosi nella Koninklijke Luchtmacht, l'aeronautica militare dei Paesi Bassi, dove ottenne il brevetto di pilota. Al ritorno alla vita civile ha lavorato brevemente con una divisione radiotelegrafica dei servizi postali olandesi ottenendo nel frattempo una licenza di aviazione commerciale. Assieme a Johan Martin Schröder decide di fondare la compagnia aerea Martin's Air Charter (MAC), la prima ad introdurre voli charter turistici nei Paesi Bassi, in seguito rinominata Martinair.
Block decide di lasciare la compagnia nel 1965 e poco tempo dopo acquistare la compagnia "dormiente" Transavia Limburg che lui ridenominò Transavia. Ricostruendo dalla base l'azienda, in 10 anni la compagnia riuscì a raggiungere una quota di mercato pari al 45% dei viaggi per destinazione turistica nei Paesi Bassi. Tuttavia, sorte delle discordie con alcuni investitori, Block lasciò la Transavia nel 1975.
Nel 1977 decide di lanciarsi in una nuova avventura imprenditoriale, fondando la piccola compagnia aerea Jetstar Holland BV. Grazie alla nuova società introduce nei Paesi Bassi Il traffico aereo d'affari operando con aerei executive. Dopo aver deciso di allargare nuovamente i suoi interessi, cede la Jetstar a una holding di investimento e nel 1984 fonda una nuova compagnia aerea in concorrenza con Transavia e Martinair, la Air Holland, che diventa a capitale pubblico nel 1989.
Block rimane ancora nella struttura dirigenziale della Air Holland fino al 1991 quando decide di ritirarsi dagli affari. Muore ad Amsterdam nel 1994.

## Dediche e riconoscimenti

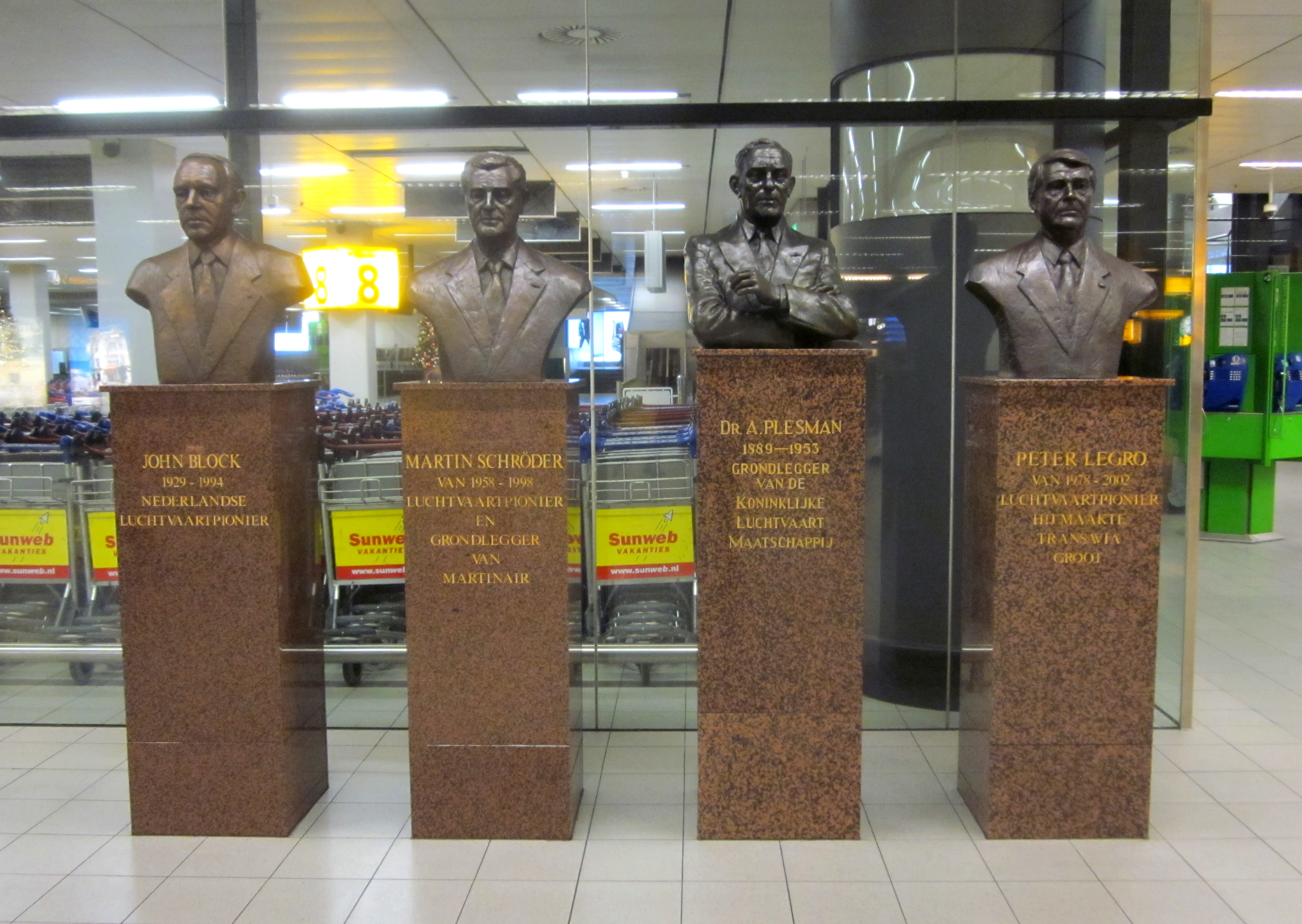
i quattro busti di Block, Schröder, Plesman e Legro.

John Block è commemorato con un busto esposto al pubblico, assieme alle altre personalità dell'aviazione olandese Peter Legro, Albert Plesman e Martin Schröder, presso l'aeroporto di Amsterdam-Schiphol.